# Hägerstensåsens medborgarhus

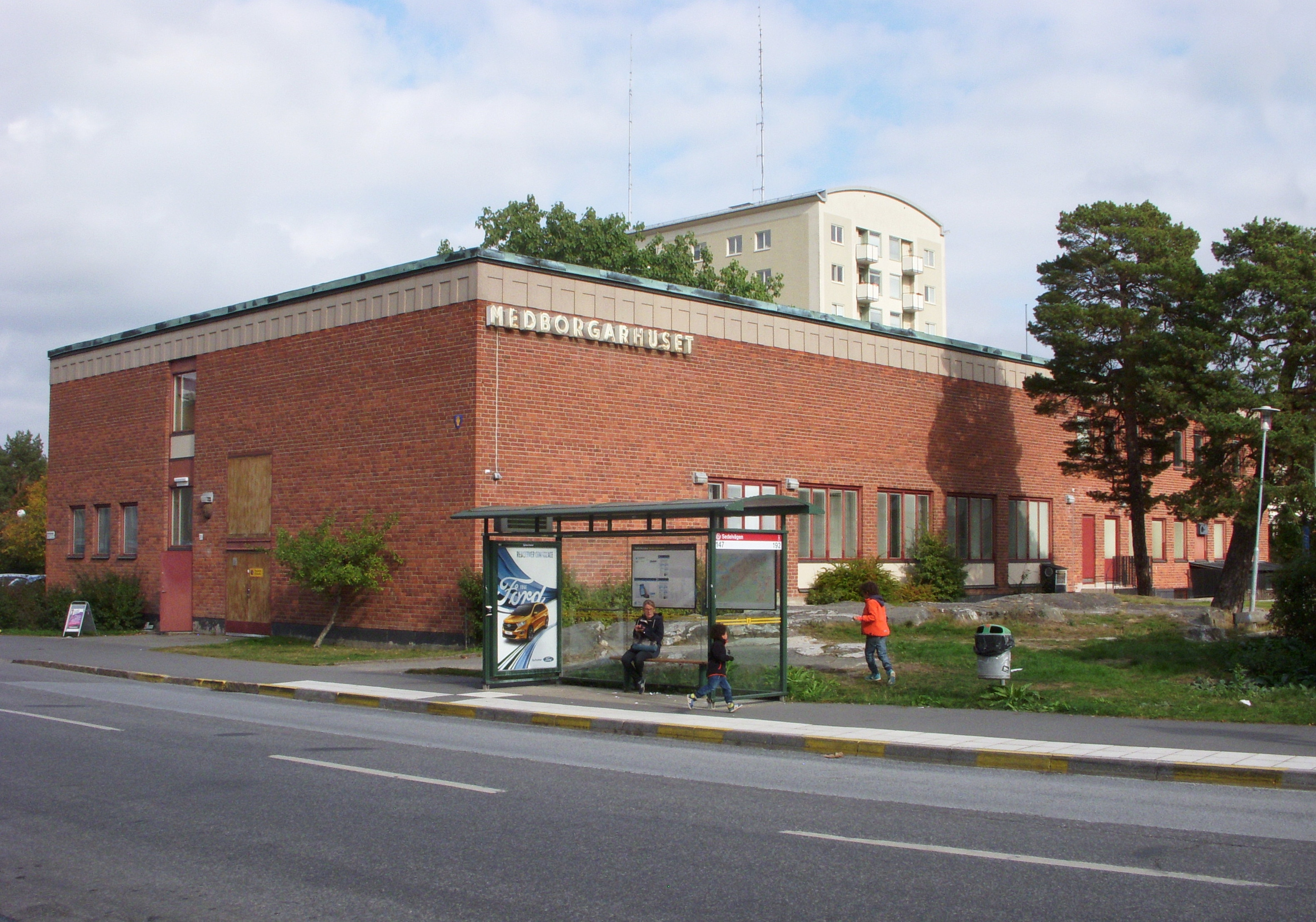
Medborgarhuset från Sparbanksvägen.

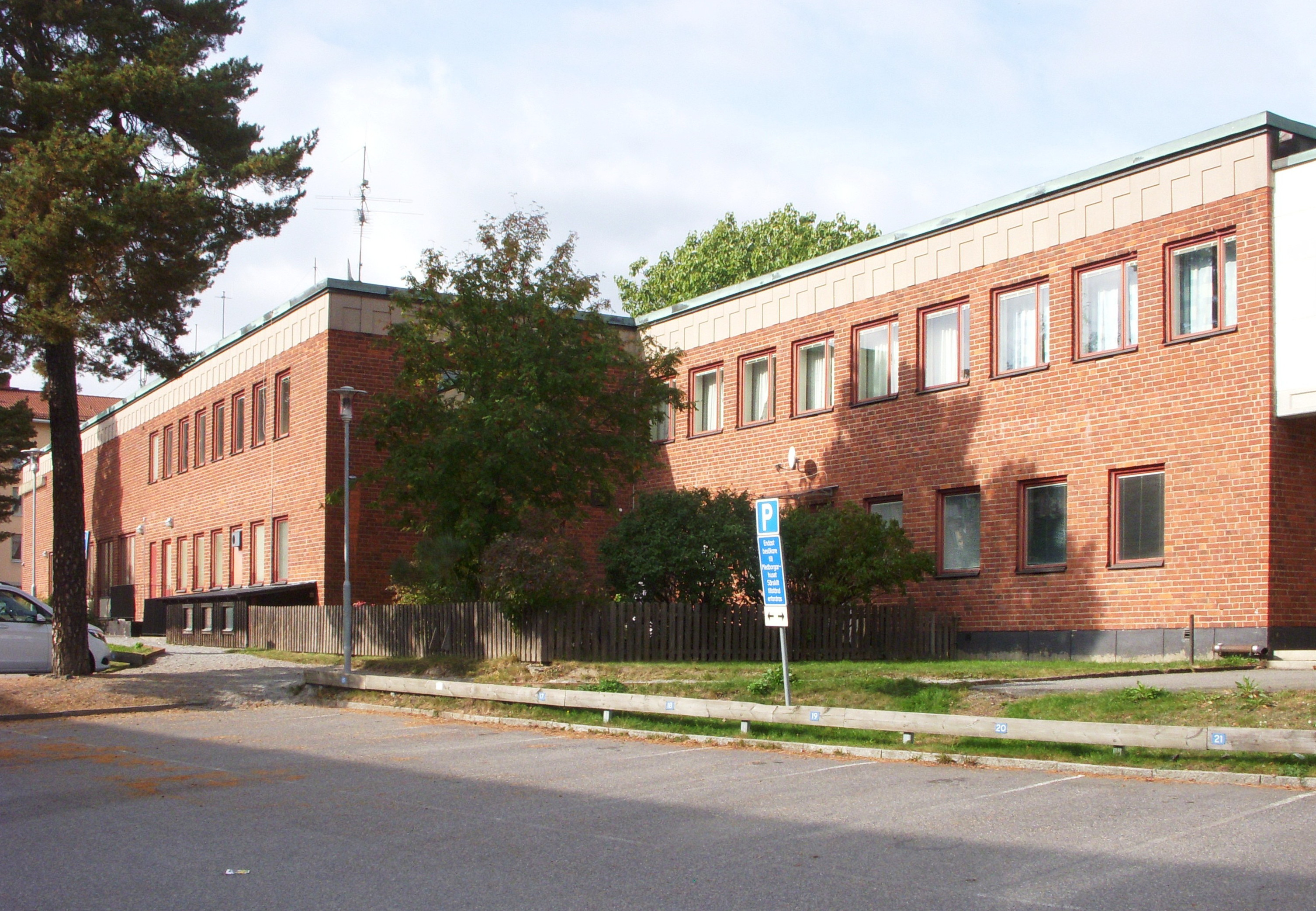
Medborgarhuset från sydost.

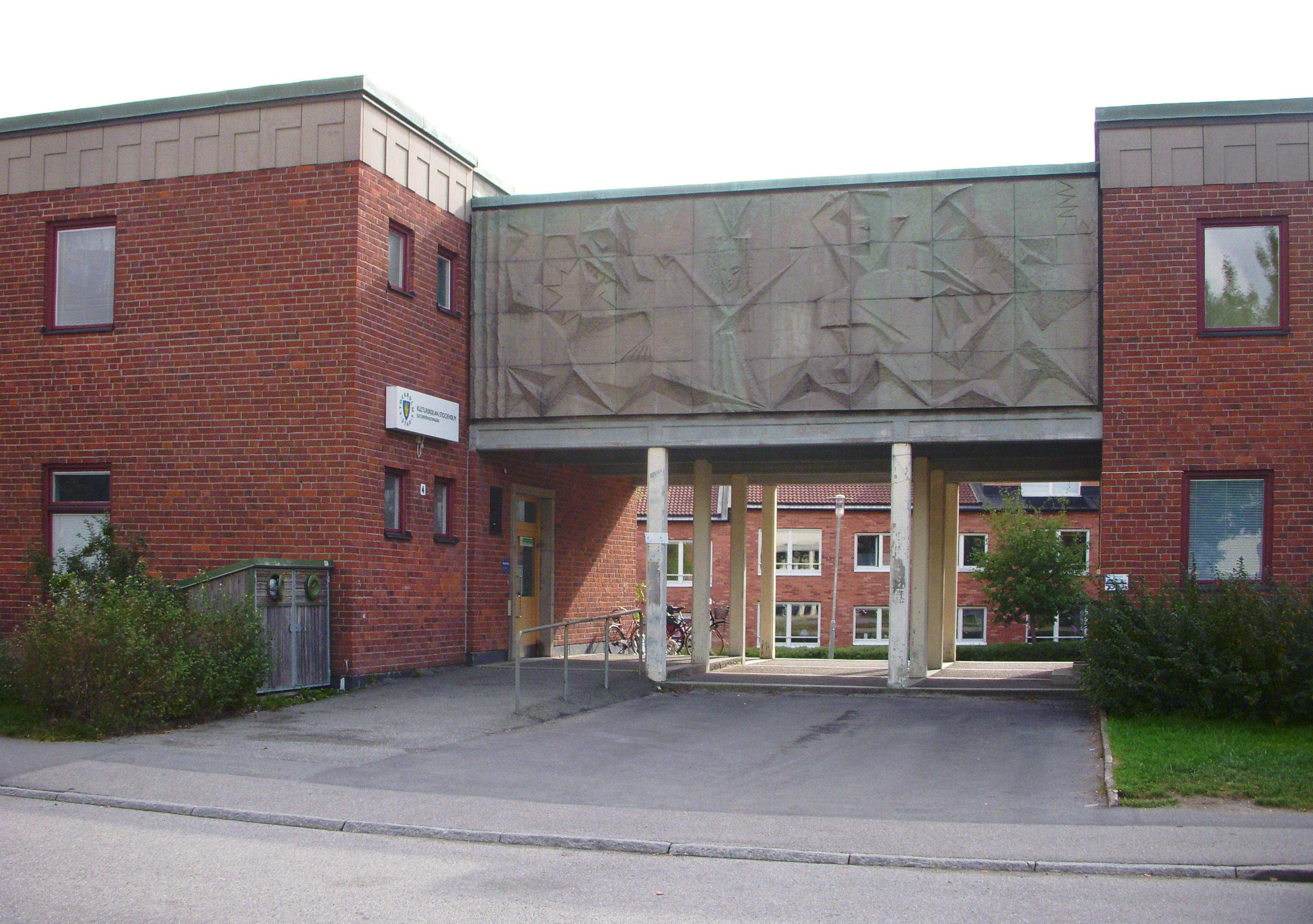
Arne Jones relief i betong.

Hägerstensåsens medborgarhus (fastigheten Valutan 1) är ett medborgarhus i hörnet Riksdalervägen / Sparbanksvägen i stadsdelen Hägerstensåsen i södra Stockholm. Fastigheten är grönmärkt av Stadsmuseet i Stockholm vilket innebär "särskilt värdefull från historisk, kulturhistorisk, miljömässig eller konstnärlig synpunkt".

## Bakgrund
Medborgarhuset i Hägerstensåsen är ett exempel på ett Community centre, ett modebegrepp bland 1940-talets arkitekter och stadsplanerare. Ett Community center var hjärtat i de grannskapsförorter som var rådande stadsbyggnadsideal i Storbritannien och som introducerades i Sverige i mitten av 1940-talet. Arkitekt Uno Åhrén översatte "Community center" med "Medborgarhus" och han ritade ett av de första i Årsta centrum. Tanken var att medborgarhusen skulle efterträda Folkets Hus som sociala mötespunkter. Till skillnad från Folkets hus skulle medborgarhusen vara allaktivitetshus, öppet alltid för alla.

## Beskrivning
I utbyggnaden av Hägerstensåsen reserverades mark för ett medborgarhus i stadsplanen från 1943. För utformningen av stadsplanen svarade arkitektfirman Ancker-Gate-Lindegren. Fyra år senare bildades föreningen som skulle stå för administration och skötsel av ett framtida medborgarhus. Arkitekten Bengt Gate på Ancker-Gate-Lindegren reste 1949 tillsammans med föreningens ordförande, Olsson & Rosenlunds direktör Fritz Eriksson, på en studieresa till London för att hämta inspiration bland nyuppförda Community centers. 
Huset uppfördes i rött murtegel av byggnadsfirman Erik Wallin AB. Beställare var Stockholms stads fastighetskontor. Komplexet är delat i två hälfter, en vuxenflygel och en ungdomsflygel. Huvudentrén är dock gemensam. På grund av sviktande finanser invigdes det först i september 1957.
Arne Jones stod för den konstnärliga utsmyckningen med en relief i betong över portiken mellan de båda huskropparna. Medborgarhuset innehåller bland annat föreningslokaler, vilka förvaltas av den 1977 bildade ideella föreningen Hägerstensåsens medborgarhusförening.